# High frequency active auroral research program
Pour les articles homonymes, voir HAARP.
Le High Frequency Active Auroral Research Program, généralement désigné par son acronyme HAARP, est un observatoire de recherche américain voué à l'étude de l’ionosphère. Il était à la base un projet militaire pour étudier l'impact de l'ionosphère sur les communications radio longue distance. 
Son objectif est d'étudier les propriétés et le comportement de cette couche de l'atmosphère, située à une altitude comprise généralement entre 70 et 1 000 km, aux caractéristiques à la fois complexes et très variables car sous l'influence de l'activité solaire et de l'éclairement. Les retombées du projet sont scientifiques (modélisation des processus atmosphériques) et pratiques car l'ionosphère joue un rôle important dans la propagation des ondes radio. Le projet utilise un émetteur radio à haute fréquence qui permet de sonder de manière active et dirigée des endroits précis de l'ionosphère. Cet équipement, avec les instruments d'observation qui l'accompagnent, devient opérationnel en 1993 dans une version réduite et atteint sa puissance actuelle en 2006. Il est financé initialement par les militaires pour des applications pratiques dans le domaine des télécommunications (Armée de l'Air américaine et Marine de guerre américaine). Les militaires décident d'arrêter ces recherches en 2014 et l'observatoire est repris en 2015 par l'Institut géophysique de l'université d'Alaska.

## Installation et équipements

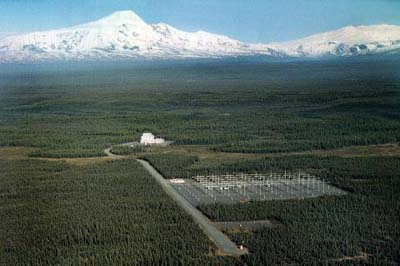
Le site de HAARP vu d'avion en avril 2005.

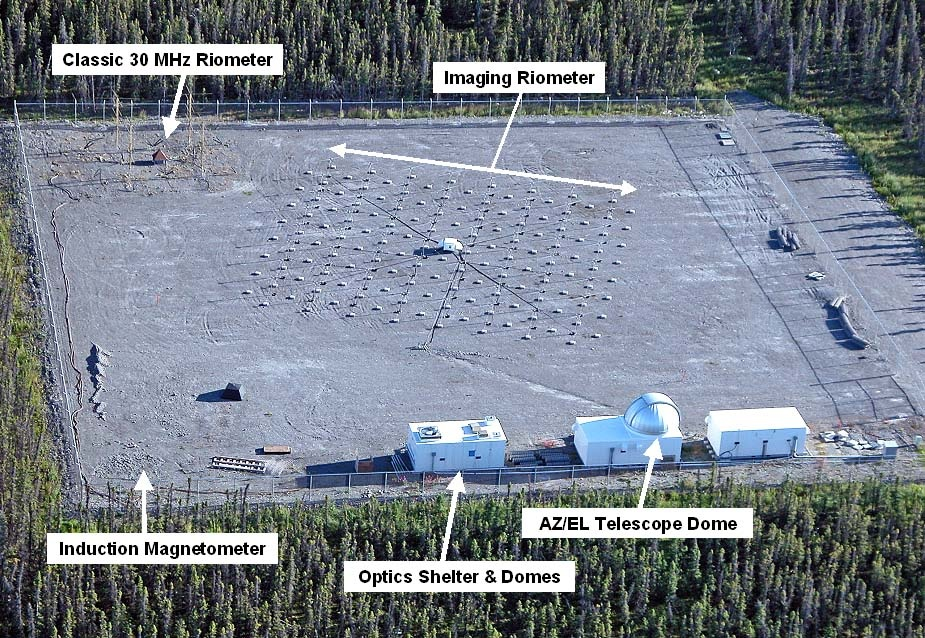
Les différents instruments utilisés pour étudier les réactions de l'ionosphère.

L'observatoire HAARP est installé près du village de Gakona dans l’État américain de l'Alaska. Ce site est choisi parce qu'il se situe dans la région des aurores polaires, où l'ionosphère est particulièrement sensible à l'activité solaire. Sur le plan pratique, il se trouve près d'une autoroute qui, malgré le climat relativement rude, est ouverte à la circulation tout au long de l'année. La région est relativement plate et située suffisamment loin des concentrations de population, et donc épargnée par les perturbations électriques et lumineuses générées par celles-ci.
L'instrument principal de HAARP est l'IRI (ionospheric research instrument) dont la conception est en partie due au physicien américain Bernard Eastlund. L'IRI est un puissant émetteur radio à haute fréquence qui utilise un réseau d'antennes phasées comportant 180 éléments de type dipôle pour étudier l'ionosphère. Les antennes disposées en 12 rangées de 15 antennes occupent une surface de 12 à 16 hectares. Lorsque l'émetteur fonctionne, le signal radio est dirigé vers une zone de l'ionosphère située à une altitude comprise entre 70 et 350 km, dont le diamètre est de quelques dizaines de kilomètres et l’épaisseur de quelques mètres, qu’il échauffe légèrement. Cet échauffement crée des perturbations similaires à celles qui, dans la nature, se produisent de manière aléatoire et souvent difficile à observer. L'avantage de cette technique par rapport à l'observation d'une perturbation naturelle est que sa position et son déroulement sont contrôlés et que l'expérience peut être répétée.
Malgré la puissance de l'installation — la puissance rayonnée est de 3,6 MW PEP pour une puissance PAR (Puissance Apparente Rayonnée) maximale allant de 420 à 3 800 MW, selon la fréquence (respectivement de 2,75 à 9,5 MHz) —, l'énergie transmise est de l'ordre de 3 microWatts par cm³, soit une quantité quelques milliers de fois inférieure à l'énergie apportée par le rayonnement électromagnétique du Soleil. Les émissions se font sur une largeur de bande de 100 Hz sur des durées plus ou moins longues ou par émissions très brèves de l'ordre de 10 microsecondes. L'incidence de ces émissions radio, pourtant très faibles, peut être observée avec des instruments installés sur le site ; ces observations fournissent des informations sur la dynamique du plasma et sur le processus d'interaction entre le Soleil et l'atmosphère terrestre. Occasionnellement, les radioamateurs sont amenés à participer à ce projet en communiquant des rapports d'écoute lors de tests effectués sur 3,3, 3,39 et 6,99 MHz.

## Objectifs

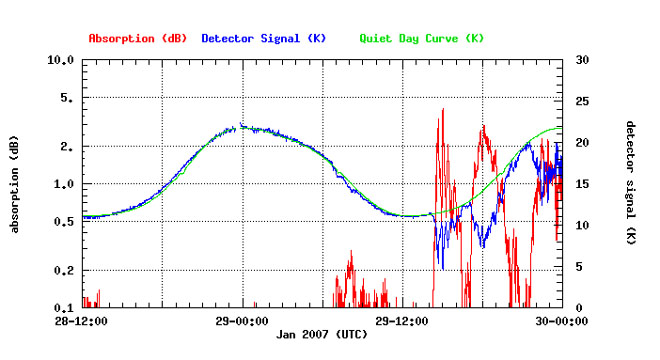
Réaction de l'ionosphère détectée par un riomètre.

HAARP a pour objectif d'étudier les propriétés de l'ionosphère. Plus particulièrement, il permet d'étudier les perturbations de cette couche de la haute atmosphère par les orages magnétiques. Ces perturbations ont pour effet d'affecter les communications radio mondiales, les systèmes de navigation par satellite ainsi que les réseaux de transport d'électricité sur de longues distances.
Avec l'excitation locale de l’ionosphère par hautes fréquences et la modulation du signal, HAARP est néanmoins en mesure de faire de la basse atmosphère une antenne ELF / VLF (Extremely Low Frequency / Very Low Frequency) virtuelle. Cela est possible grâce au fait qu'à proximité des régions polaires et équatoriales existent des courants électriques naturels nommés électrojets. La modification de la conductivité électrique de l’ionosphère par HAARP permet d'agir sur l'électrojet polaire, permettant de s'en servir pour la génération d'ondes ELF. Plusieurs méthodes de modulation des Hautes Fréquences pour la génération d'ELF existent. Il y a la modulation d'amplitude (ex. : marche-arrêt), et la modulation géométrique (déplacement cyclique de la zone irradiée selon la fréquence). Il existe aussi une méthode nommée « beam painting » (irradiation rapide de différentes parties d'une plus large zone puis refroidissement avant reprise du cycle).
La production d'ELF n'est qu'une des nombreuses possibilités offertes par l'interaction de HAARP avec l’ionosphère, qui recouvre des aspects aussi bien militaires que scientifiques. Des chercheurs de nombreuses universités, américaines ou non, ont été ou sont encore associés à divers projets de recherches HAARP, ce qui a donné lieu à plusieurs publications. Par exemple, en décembre 2004, deux chercheurs américains ont publié dans la revue Nature les résultats d'une expérience au cours de laquelle ils ont pour la première fois créé une tache lumineuse verte visible à l'œil nu.

## Historique

### Construction de l'observatoire HAARP (1993-2006)

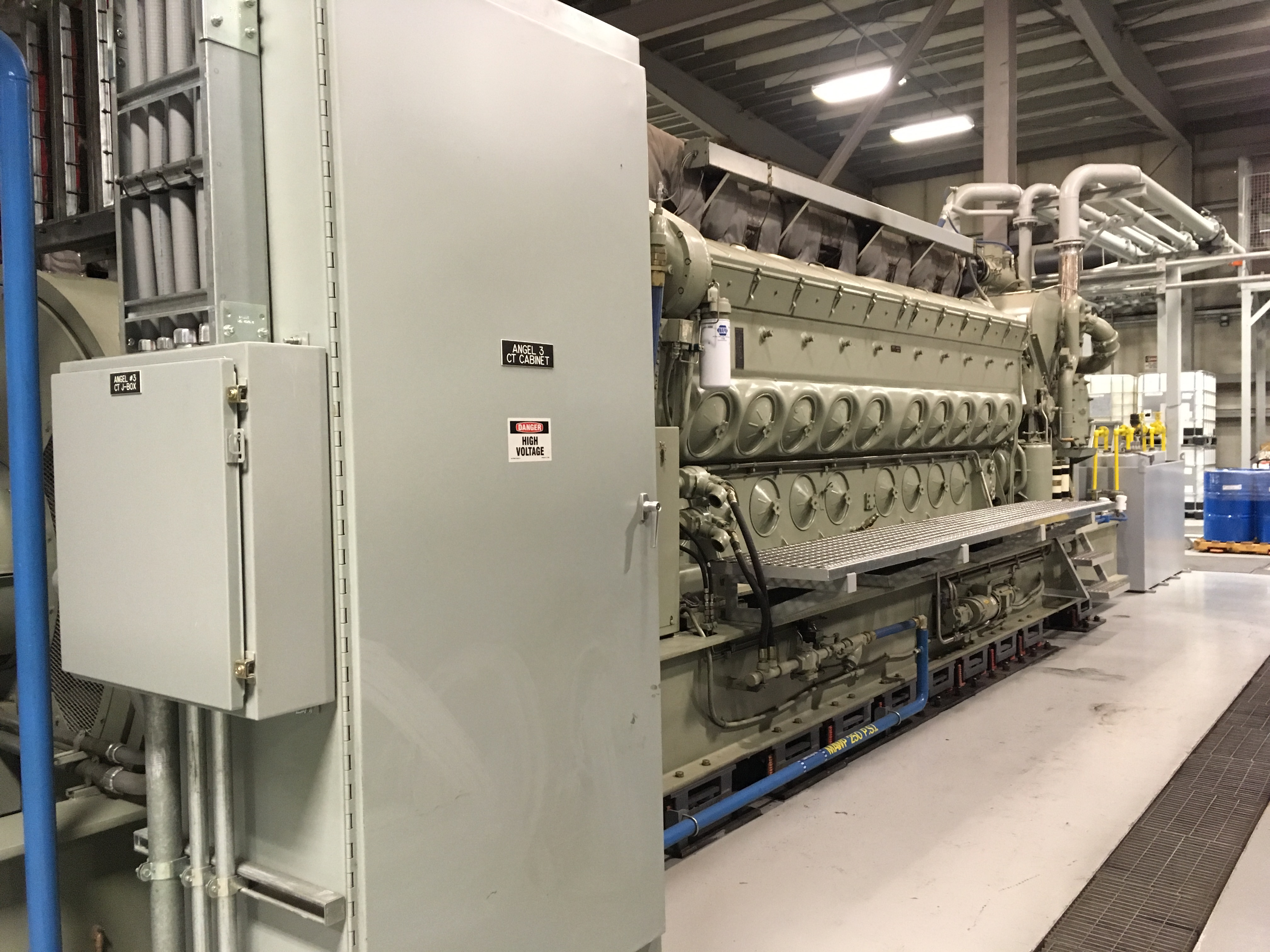
Un des cinq moteurs Diesel fournissant l'électricité utilisée par l'émetteur haute fréquence.

La construction du centre de recherche HAARP commence en 1993 et celui-ci devient opérationnel à compter de l'hiver 1994. Il comporte alors trois instruments passifs de diagnostic et un prototype d'émetteur radio à haute fréquence comportant 18 antennes et pouvant produire une puissance apparente rayonnée de 360 kW. En 1999 plusieurs instruments de diagnostic sont ajoutés et le nombre d'antennes est porté à 48 avec une puissance rayonnée de 960 kW. Enfin entre 2003 et 2006 de nouveaux instruments sont ajoutés dont un radar ionosphérique fonctionnant en UHF et un dôme télescopique utilisé pour les observations optiques. L'émetteur radio à haute fréquence comprend désormais 180 antennes avec une puissance rayonnée pouvant atteindre 3 600 kW. L'énergie est fournie par 4 moteurs diesel prélevés sur des remorqueurs et 1 moteur diesel prélevé sur une locomotive. Le coût total de l'observatoire est évalué à 300 millions de dollars.

### Utilisation

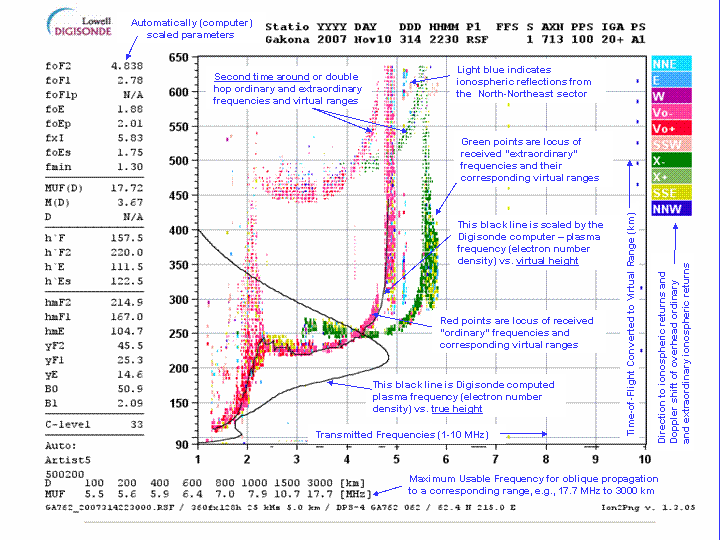
Ionogramme.

Entre 1990 et 2014, le programme est géré conjointement par une direction du Laboratoire de recherche de l'Armée de l'Air et l'université d'Alaska à Fairbanks. L'objectif des recherches est de déterminer les caractéristiques physiques et électriques de l'ionosphère qui affectent les communications militaires et civiles ainsi que les systèmes de navigation. Les observations sont regroupées en campagnes, qui regroupent plusieurs expériences, pour optimiser la logistique et limiter les couts de personnel. Les recherches, qui sont menées par des scientifiques, ont des objectifs pratiques pour les militaires. Par exemple, il s'agit d'étudier si un signal envoyé dans l'ionosphère sous forme d'onde à haute fréquence peut être transformé en onde à basse fréquence par l'ionosphère et être ainsi reçue par l'équipage d'un sous-marin en plongée profonde (seules les ondes basse fréquence peuvent pénétrer en profondeur sous la surface des océans). Il y a trois à quatre campagnes par an. Entre 1999 et 2014, 20 campagnes de recherches majeures et de nombreuses recherches plus brèves sont menées. Selon les années, le cumul de jours de campagne est compris entre 15 (2014) et 130 jours (2008).

### Transfert du programme à l'université de l'Alaska (2015)
En 2013, l'arrêt de HAARP est annoncé en raison d'une absence de moyens budgétaires et parce que la mise en conformité par rapport aux normes anti-pollution coûterait trop cher. Les dernières campagnes d'observation sous l'égide des militaires ont lieu en 2013, et en 2014. L'Institut de géophysique rattaché à l'université d'Alaska, fortement impliqué dans les recherches menées jusque là avec HAARP, lance une consultation auprès de la communauté scientifique pour déterminer si l'installation mérite d'être sauvée. Les scientifiques interrogés répondent positivement : HAARP permet d'étudier de manière contrôlée l'ionosphère au lieu d'attendre que le Soleil perturbe celle-ci pour en observer les effets. Par ailleurs, des trois observatoires similaires existant sur Terre, HAARP est à la fois le plus puissant et le plus agile. Tablant sur cet intérêt, l'institut de géophysique décide de reprendre l'observatoire et souscrit un emprunt de 2 millions US$ pour le faire fonctionner. En aout 2015, le général Tom Masiello de l'Armée de l'Air annonce le transfert officiel du projet HAARP à l'Institut de géophysique de l'université d'Alaska.
Depuis la reprise de l'observatoire, les campagnes annuelles ont repris. L'Institut de géophysique a mené deux campagnes totalisant dix jours en 2017 et trois campagnes sont prévues en 2018.

## Les autres centres de recherche sur l'ionosphère

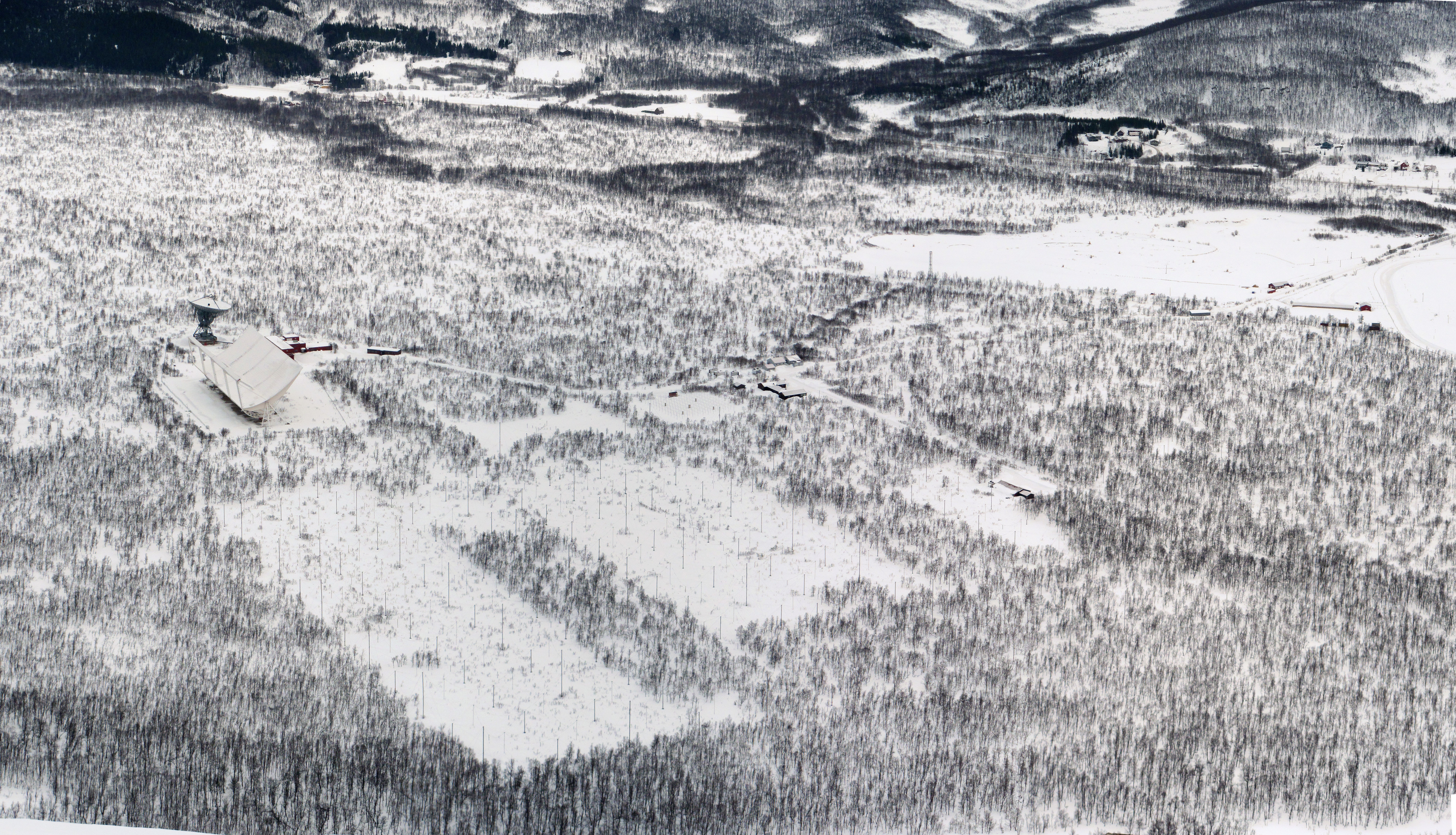
Le site de Ramfjordmoen de l'observatoire ionosphérique européen EISCAT.

Plusieurs centres de recherche, utilisant les mêmes techniques d'observation, existent dans le monde. HAARP est le troisième observatoire ionosphérique des États-Unis, les deux autres étant l'observatoire situé à Arecibo dans l'île de Porto Rico et la station HIPAS installée non loin de HARPS près de Fairbanks en Alaska. L'Europe dispose de l'EISCAT dont la puissance maximale est de 1 200 MW (PAR) et qui est situé près de Tromsø, en Norvège. Un observatoire similaire se trouve en Russie près de Nijni Novgorod : la station Sura a une puissance maximale de 280 MW (PAR).

## Théories alternatives
Le projet HAARP est à l'origine de toutes sortes de questionnements et de fantasmes. Le point de départ de ceux-ci est un ouvrage rédigé par Nick Begich et Jeane Manning (Les anges ne jouent pas de cette HAARP) écrit en 1995 dans lequel les auteurs prétendent que la capacité d'HAARP à influencer l’ionosphère serait beaucoup plus importante qu'admise officiellement. Selon eux, ces 180 antennes permettraient un jour de faire des recherches pour pouvoir modifier le climat, interrompre toute forme de communication hertzienne, détruire ou détourner avions et missiles transcontinentaux et finalement, influencer les comportements humains, tout cela via des actions sur l’ionosphère. Begich est docteur honoris causa (diplôme purement honorifique) de « médecine alternative » tandis que Manning est une journaliste spécialisée dans les théories scientifiques « alternatives » (fusion froide, « énergie libre »)[réf. nécessaire]. Le livre est publié chez un éditeur spécialisé dans les théories conspirationnistes : chemtrails, gouvernement secret de la planète[réf. nécessaire].
HAARP devient un sujet populaire dans la culture, donnant lieu à un album live du groupe de musique Muse ou devenant le thème de romans comme La Route de Gakona de Jean-Paul Jody.
En 1995, Elisabeth Rehn, député finlandaise au Parlement européen, dépose une proposition de résolution sur l'utilisation potentielle des ressources à caractère militaire pour les stratégies environnementales. La proposition est renvoyée, pour examen sur le fond, à la Commission des affaires étrangères, de la sécurité et de la politique de défense. Magda Aelvoet, eurodéputée belge et présidente du groupe des Verts, acquiert la conviction que HAARP est un système d'armement secret. En 1998, les deux députées européennes, convaincues par la théorie de Begich selon laquelle HAARP constitue une menace pour l'environnement, décident de rédiger un rapport dans le cadre duquel elles auditionnent uniquement deux personnes — Begich et Rosalie Bertell, responsable d'une association canadienne qui soutient également la théorie conspirationniste des chemtrails —, les représentants des États-Unis et de l'OTAN invités n'ayant pas donné suite. C'est sur la base de ces deux seuls témoignages, dans lequel Begich est qualifié de docteur sans en avoir aucune qualification, qu'un rapport de la commission des affaires étrangères, de la sécurité et de la politique de défense du Parlement européen portant sur l'environnement, la sécurité et la politique étrangère reprend ces assertions et adopte une résolution qui indique que « HAARP en raison de son impact général sur l'environnement, pose des problèmes globaux et (le parlement européen) demande que ses implications juridiques, écologiques et éthiques soient examinées par un organe international indépendant avant la poursuite des travaux de recherche et la réalisation d'essais ».
Selon le professeur de l'université Stanford Umran Inan (en), « les théories concernant le contrôle du climat ne reposent pas sur des faits car aucun phénomène, aussi énergétique soit-il, ne peut modifier le système climatique terrestre ». Bien que l'énergie produite par HAARP soit importante, celle-ci est minuscule par rapport à celle d'un éclair alors que 50 à 100 éclairs frappent chaque seconde la Terre. Selon Austin Baird, HAARP a constitué un aimant pour toutes les théories du complot car il s'agissait d'une des rares installations fédérales américaines qui n'ouvrait pas ses portes au public, et ses responsables ont fait peu d'efforts pour expliquer les objectifs de leurs recherches. Depuis la reprise du programme par l'université d'Alaska, celle-ci s'est engagée à organiser une journée portes ouvertes chaque année au mois d'août.
Pour couper court aux théories du complot, la décision est prise d'ouvrir le centre au public à la rentrée 2016.
HAARP fait reparler de lui lors de la Conférence de Charm el-Cheikh de 2022 sur les changements climatiques dite « Cop 27 », cette conférence suscitant la résurgence de théories du complot,,.
À la suite des séismes de 2023 en Turquie et Syrie, HAARP a également été accusé d'avoir provoqué des tremblements de terre, dans le cadre de nombreuses théories du complot,,,. De la même manière, après le séisme de 2023 au Maroc, à la suite de la publication de vidéos dans lesquelles on aperçoit des flashs lumineux dans le ciel de Marrakech, le projet HAARP a été pointé du doigt par la sphère complotiste.
Des théories accusatrices réapparaissent en automne 2024 à la suite des tempêtes Francine, Hélène et Milton aux États-Unis, puis des intempéries touchant l'Espagne.